# Bulgária a 2006. évi téli olimpiai játékokon
Bulgária az olaszországi Torinóban megrendezett 2006. évi téli olimpiai játékok egyik részt vevő nemzete volt. Az országot az olimpián 8 sportágban 21 sportoló képviselte, akik összesen 1 érmet szereztek.

## Érmesek
| Érem  | Versenyző         | Sportág                    | Versenyszám |
| ----- | ----------------- | -------------------------- | ----------- |
| Ezüst | Evgenija Radanova | Rövidpályás gyorskorcsolya | Női 500 m   |

## Alpesisí
Férfi
| Versenyző         | Versenyszám | 1. futam      | 1. futam      | 2. futam      | 2. futam      | Összesítés | Összesítés |
| Versenyző         | Versenyszám | Idő           | Hely.         | Idő           | Hely.         | Idő        | Helyezés   |
| ----------------- | ----------- | ------------- | ------------- | ------------- | ------------- | ---------- | ---------- |
| Sztefan Georgiev  | Műlesiklás  | 58,30         | 34.           | 54,25         | 26.           | 1:52,55    | 25.        |
| Mihail Szegyankov | Műlesiklás  | nem ért célba | nem ért célba | kiesett       | kiesett       | kiesett    | kiesett    |
| Dejan Todorov     | Műlesiklás  | 1:00,69       | 43.           | nem ért célba | nem ért célba | kiesett    | kiesett    |

| Versenyző         | Versenyszám | Lesiklás | Lesiklás | Műlesiklás    | Műlesiklás    | Műlesiklás | Műlesiklás | Műlesiklás | Műlesiklás | Összesítés | Összesítés |
| Versenyző         | Versenyszám | Lesiklás | Lesiklás | 1. futam      | 1. futam      | 2. futam   | 2. futam   | Össz.      | Össz.      | Összesítés | Összesítés |
| Versenyző         | Versenyszám | Idő      | Hely.    | Idő           | Hely.         | Idő        | Hely.      | Idő        | Hely.      | Idő        | Helyezés   |
| ----------------- | ----------- | -------- | -------- | ------------- | ------------- | ---------- | ---------- | ---------- | ---------- | ---------- | ---------- |
| Sztefan Georgiev  | Összetett   | 1:43,86  | 43.      | nem ért célba | nem ért célba | kiesett    | kiesett    | kiesett    | kiesett    | kiesett    | kiesett    |
| Mihail Szegyankov | Összetett   | 1:46,10  | 55.      | 49,11         | 33.*          | 48,69      | 30.        | 1:37,80    | 29.        | 3:23,90    | 31.        |

Női
| Versenyző      | Versenyszám | 1. futam | 1. futam | 2. futam      | 2. futam      | Összesítés | Összesítés |
| Versenyző      | Versenyszám | Idő      | Hely.    | Idő           | Hely.         | Idő        | Helyezés   |
| -------------- | ----------- | -------- | -------- | ------------- | ------------- | ---------- | ---------- |
| Marija Kirkova | Műlesiklás  | 46,58    | 41.      | nem ért célba | nem ért célba | kiesett    | kiesett    |

* - egy másik versenyzővel azonos eredményt ért el

## Biatlon
Férfi
| Versenyző         | Versenyszám           | Lövőhiba    | Időeredmény | Helyezés |
| ----------------- | --------------------- | ----------- | ----------- | -------- |
| Vitalij Rudencsik | 10 km sprint          | 1 (0+1)     | 27:59,1     | 20.      |
| Vitalij Rudencsik | 12,5 km üldözőverseny | 4 (1+1+2+0) | 39:04,7     | 33.      |
| Vitalij Rudencsik | 20 km egyéni          | 6 (0+3+1+2) | 1:02:30,0   | 61.      |

Női
| Versenyző                                                          | Versenyszám         | Lövőhiba    | Időeredmény | Helyezés   |
| ------------------------------------------------------------------ | ------------------- | ----------- | ----------- | ---------- |
| Ekaterina Dafovszka                                                | 7,5 km sprint       | 2 (0+2)     | 24:23,2     | 33.        |
| Ekaterina Dafovszka                                                | 10 km üldözőverseny | 6 (0+1+3+2) | 42:07,6     | 28.        |
| Ekaterina Dafovszka                                                | 12,5 km tömegrajtos | 3 (1+1+0+1) | 42:09,4     | 8.         |
| Ekaterina Dafovszka                                                | 15 km egyéni        | 3 (0+1+1+1) | 52:45,1     | 11.        |
| Pavlina Filipova                                                   | 7,5 km sprint       | 2 (1+1)     | 24:53,3     | 46.        |
| Pavlina Filipova                                                   | 10 km üldözőverseny | 6 (0+1+2+3) | 43:04,5     | 32.        |
| Pavlina Filipova                                                   | 15 km egyéni        | 5 (1+0+1+3) | 56:07,7     | 43.        |
| Nina Kadeva                                                        | 15 km egyéni        | 5 (2+1+0+2) | 57:15,0     | 54.        |
| Irina Nikulcsina                                                   | 7,5 km sprint       | 4 (2+2)     | 24:30,0     | 36.        |
| Irina Nikulcsina                                                   | 10 km üldözőverseny | 7 (1+0+3+3) | 42:26,8     | 30.        |
| Irina Nikulcsina                                                   | 15 km egyéni        | 6 (1+2+2+1) | 54:29,3     | 28.        |
| Radka Popova                                                       | 7,5 km sprint       | 2 (0+2)     | 26:01,1     | 58.        |
| Radka Popova                                                       | 10 km üldözőverseny | 3 (0+1+0+2) | lekörözték  | lekörözték |
| Pavlina Filipova Radka Popova Irina Nikulcsina Ekaterina Dafovszka | 4 × 6 km váltó      | 3+14        | 1:20:38,7   | 8.         |

## Műkorcsolya
| Versenyző                           | Versenyszám  | Rövid program | Rövid program | Kűr    | Kűr   | Összesítés | Összesítés |
| Versenyző                           | Versenyszám  | Pont          | Hely.         | Pont   | Hely. | Pont       | Helyezés   |
| ----------------------------------- | ------------ | ------------- | ------------- | ------ | ----- | ---------- | ---------- |
| Ivan Dinev                          | Férfi egyéni | 63,64         | 15.           | 116,47 | 18.   | 180,11     | 17.        |
| Rumjana Szpaszova Sztanimir Todorov | Páros        | 37,27         | 19.           | 73,98  | 18.   | 111,25     | 19.        |

| Versenyző                         | Versenyszám | Kötelező tánc | Kötelező tánc | Eredeti (original) tánc | Eredeti (original) tánc | Kűr   | Kűr   | Összesítés | Összesítés |
| Versenyző                         | Versenyszám | Pont          | Hely.         | Pont                    | Hely.                   | Pont  | Hely. | Pont       | Helyezés   |
| --------------------------------- | ----------- | ------------- | ------------- | ----------------------- | ----------------------- | ----- | ----- | ---------- | ---------- |
| Albena Denkova Makszim Sztaviszki | Jégtánc     | 37,65         | 3.            | 55,85                   | 5.                      | 96,03 | 5.    | 189,53     | 5.         |

## Rövidpályás gyorskorcsolya
Női
| Versenyző         | Versenyszám | Előfutam | Előfutam | Negyeddöntő | Negyeddöntő | Elődöntő | Elődöntő | B döntő  | B döntő | Döntő   | Döntő   | Helyezés |
| Versenyző         | Versenyszám | Idő      | Hely.    | Idő         | Hely.       | Idő      | Hely.    | Idő      | Hely.   | Idő     | Hely.   | Helyezés |
| ----------------- | ----------- | -------- | -------- | ----------- | ----------- | -------- | -------- | -------- | ------- | ------- | ------- | -------- |
| Evgenija Radanova | 500 m       | 45,703   | 1.       | 44,252      | 1.          | 44,711   | 2.       |          |         | 44,374  | 2.      |          |
| Evgenija Radanova | 1000 m      | 1:35,765 | 1.       | kizárták    | kizárták    | kiesett  | kiesett  | kiesett  | kiesett | kiesett | kiesett | kiesett  |
| Evgenija Radanova | 1500 m      | 2:27,155 | 1.       |             |             | 2:27,145 | 3.       | 2:29,314 | 1.      |         |         | 6.       |

## Szánkó
| Versenyző   | Versenyszám | 1. futam | 1. futam | 2. futam | 2. futam | 3. futam | 3. futam | 4. futam | 4. futam | Összesítés | Összesítés |
| Versenyző   | Versenyszám | Idő      | Hely.    | Idő      | Hely.    | Idő      | Hely.    | Idő      | Hely.    | Idő        | Helyezés   |
| ----------- | ----------- | -------- | -------- | -------- | -------- | -------- | -------- | -------- | -------- | ---------- | ---------- |
| Petar Iliev | Férfi egyes | 54,806   | 34.      | 55,189   | 34.      | 55,761   | 33.      | 53,927   | 34.      | 3:39,683   | 31.        |

## Sífutás
Férfi
| Versenyző     | Versenyszám | Selejtező | Selejtező | Negyeddöntő | Negyeddöntő | Elődöntő | Elődöntő | B döntő | B döntő | Döntő         | Döntő         |
| Versenyző     | Versenyszám | Idő       | Hely.     | Idő         | Hely.       | Idő      | Hely.    | Idő     | Hely.   | Idő           | Helyezés      |
| ------------- | ----------- | --------- | --------- | ----------- | ----------- | -------- | -------- | ------- | ------- | ------------- | ------------- |
| Ivan Barjakov | Sprint      | 2:32,18   | 71.       | kiesett     | kiesett     | kiesett  | kiesett  | kiesett | kiesett | kiesett       | 71.           |
| Ivan Barjakov | 15 km       |           |           |             |             |          |          |         |         | 44:06,3       | 67.           |
| Ivan Barjakov | 30 km       |           |           |             |             |          |          |         |         | nem ért célba | nem ért célba |

## Síugrás
| Versenyző      | Versenyszám | Selejtező | Selejtező | 1. ugrás | 1. ugrás | 2. ugrás | 2. ugrás | Összesítés | Összesítés |
| Versenyző      | Versenyszám | Pont      | Hely.     | Pont     | Hely.    | Pont     | Hely.    | Pont       | Helyezés   |
| -------------- | ----------- | --------- | --------- | -------- | -------- | -------- | -------- | ---------- | ---------- |
| Petar Fartunov | Normálsánc  | 85,0      | 49.       | kiesett  | kiesett  | kiesett  | kiesett  | kiesett    | kiesett    |
| Petar Fartunov | Nagysánc    | 26,6      | 52.       | kiesett  | kiesett  | kiesett  | kiesett  | kiesett    | kiesett    |
| Georgi Zsarkov | Normálsánc  | 77,5      | 51.       | kiesett  | kiesett  | kiesett  | kiesett  | kiesett    | kiesett    |
| Georgi Zsarkov | Nagysánc    | 59,3      | 44.       | kiesett  | kiesett  | kiesett  | kiesett  | kiesett    | kiesett    |

## Snowboard
Parallel giant slalom
| Versenyző           | Versenyszám | Selejtező | Selejtező | Nyolcaddöntő      | Negyeddöntő       | Elődöntő          | Döntő             | Helyezés |
| Versenyző           | Versenyszám | Idő       | Hely.     | Ellenfél Eredmény | Ellenfél Eredmény | Ellenfél Eredmény | Ellenfél Eredmény | Helyezés |
| ------------------- | ----------- | --------- | --------- | ----------------- | ----------------- | ----------------- | ----------------- | -------- |
| Alekszandra Zsekova | Női         | 1:25,01   | 25.       | kiesett           | kiesett           | kiesett           | kiesett           | 25.      |

Snowboard cross
| Versenyző           | Versenyszám | Selejtező | Selejtező | Nyolcaddöntő | Negyeddöntő | Elődöntő | Döntő    | Helyezés |
| Versenyző           | Versenyszám | Idő       | Hely.     | Helyezés     | Helyezés    | Helyezés | Helyezés | Helyezés |
| ------------------- | ----------- | --------- | --------- | ------------ | ----------- | -------- | -------- | -------- |
| Alekszandra Zsekova | Női         | 1:35,50   | 22.       |              | kiesett     | kiesett  | kiesett  | 22.      |